# Міранда (штат)
Міранда (ісп. Miranda) — один із 23 штатів Венесуели.
Адміністративний центр штату — місто Лос-Текес.
Площа штату становить 7 950 км², населення — 2 857 900 чоловік (2007).

## Муніципалітети штату
- Андрес-Белло
- Асеведо
- Барута
- Бріон
- Бурос
- Гуаікаїпуро
- Ель-Хатільйо
- Індепенденсіа
- Каррісаль
- Крістобаль-Рохас
- Ландер
- Лос-Саліас
- Паес
- Пас-Кастильйо
- Педро-Гуаль
- Пласа
- Самора
- Сан-Антоніо де Лос-Альтос
- Симон-Болівар
- Сукре
- Урданета
- Чакао